# Rogożewo
Rogożewo – wieś w Polsce, położona w województwie wielkopolskim, w powiecie rawickim, w gminie Jutrosin.
| SIMC    | Nazwa   | Rodzaj     |
| ------- | ------- | ---------- |
| 0371080 | Ochłoda | przysiółek |

W latach 1975–1998 miejscowość administracyjnie należała do województwa leszczyńskiego.
W okresie Wielkiego Księstwa Poznańskiego (1815-1848) miejscowość wzmiankowana jako Rogoszewo należała do wsi większych w ówczesnym pruskim powiecie Kröben (krobskim) w rejencji poznańskiej. Rogoszewo należało do okręgu jutroszyńskiego tego powiatu i stanowiło część majątku Sielec (dziś Nowy Sielec), którego właścicielem był wówczas (1846) Potulicki. Według spisu urzędowego z 1837 roku wieś liczyła 243 mieszkańców, którzy zamieszkiwali 19 dymów (domostw).